# Skalnica torfowiskowa

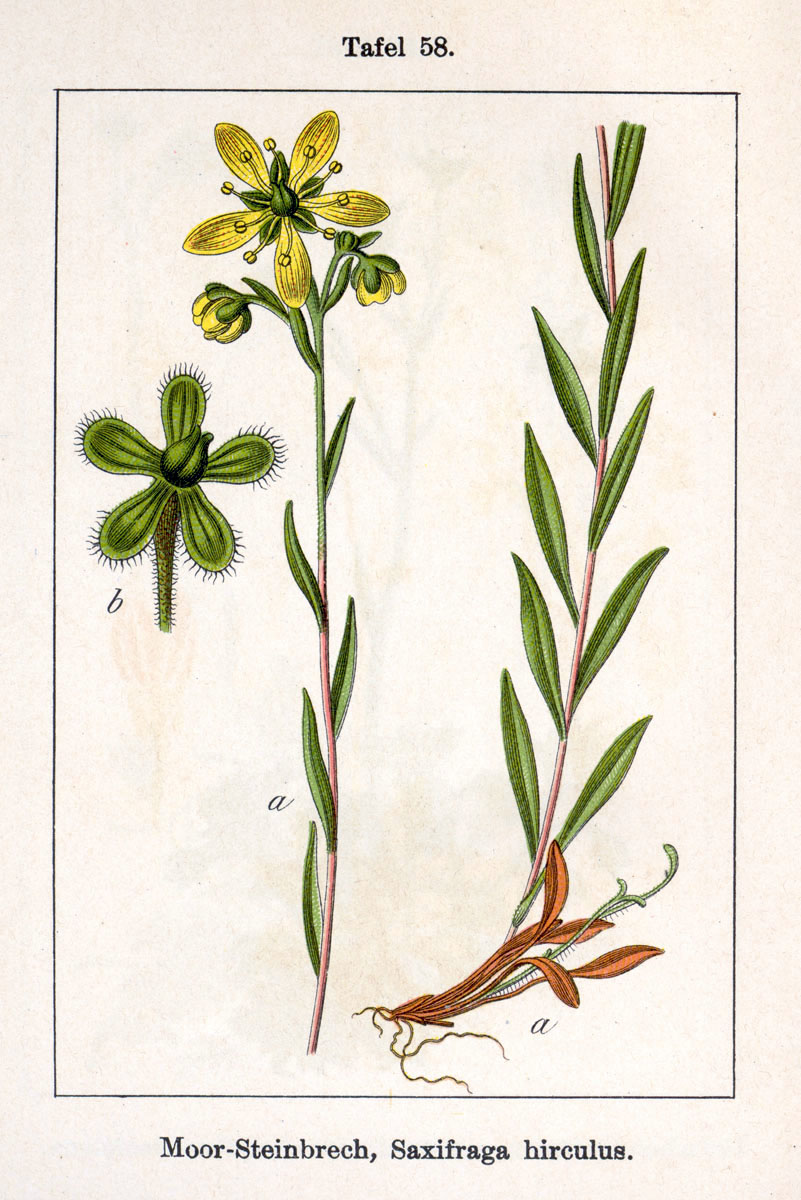
Ilustracja z dzieła Deutschlands Flora in Abbildungen autorstwa Johanna Georga Sturma

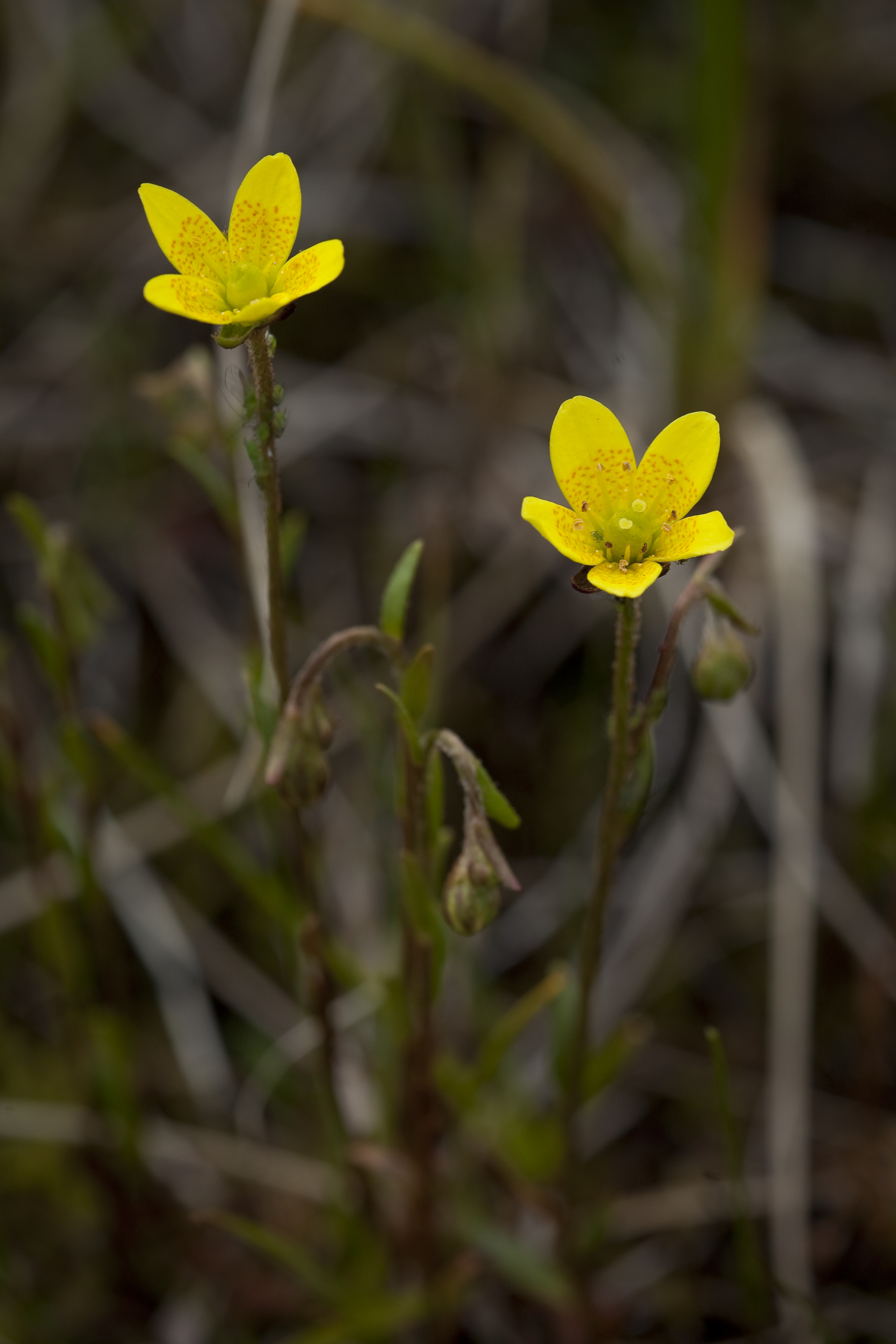

Skalnica torfowiskowa (Saxifraga hirculus L.) – gatunek rośliny z rodziny skalnicowatych.

## Rozmieszczenie geograficzne
Roślina o cyrkumborealnym zasięgu występowania, na północy Europy, Ameryki Północnej i Azji. W Polsce gatunek rodzimy, bardzo rzadki, osiąga południową granicę zwartego zasięgu. Występuje głównie w północnej części kraju. Znanych było tutaj około 150 jego stanowisk, ale na większości z nich gatunek ten już wyginął. Ponadto podawano jego występowanie na pojedynczych stanowiskach w Wielkopolsce, na Górnym Śląsku, Podlasiu i Lubelszczyźnie. Niemal wszystkie te stanowiska są już historyczne.
Przed laty bardzo liczna była populacja tej rośliny na polanie Molkówka w Tatrach, jednak całkowicie wyginęła ona w latach 70. XX w. po wykonaniu melioracji polany, a skalnica torfowiskowa została uznana za gatunek wymarły w polskich Karpatach. W roku 2014 nowe stanowisko tego gatunku odnaleziono na innej z polan u wylotu Doliny Chochołowskiej, jednak poza terenem chronionym (ok. 1,5 km od granic Tatrzańskiego Parku Narodowego).

## Morfologia
PokrójRoślina wytwarzająca krótkie, cienkie, korzeniące się rozłogi wyrastające z kątów liści odziomkowych.
ŁodygaProsto wzniesiona, pojedyncza, górą rdzawo orzęsiona, wysokości do 40 cm.
LiścieWszystkie liście całobrzegie, brunatnozielone. Liście odziomkowe osadzone na ogonkach, jajowato-lancetowate, tępo zakończone, u nasady orzęsione, długości kilku centymetrów. Liście łodygowe siedzące, jajowato bądź równowąskolancetowate, u nasady zazwyczaj owłosione, długości 1–3 cm, szerokości 2–4 mm.
KwiatyObupłciowe, wyrastające na owłosionych szypułkach, zebrane w 1–5 kwiatowe kwiatostany wierzchotkowate. Kwiaty 5-krotne, działki kielicha jajowate bądź podługowate, rdzawo orzęsione, po przekwitnięciu odgięte, płatki korony żółte, pomarańczowo nakrapiane, rdzawo orzęsione, podługowate, długości 8–13 mm, 2 do 4 razy dłuższe od działek. Pręcików dziesięć, słupek dwukrotny, z dwoma znamionami.
OwocTorebka, długości ok. 1 cm, jajowato-podługowata, z krótkimi, rozchylonymi szyjkami.

## Biologia i ekologia
Bylina, hemikryptofit. Kwitnie od lipca, niekiedy od czerwca do września. Kwiaty przedprątne. Rośnie głównie na siedliskach torfowych, zasiedla przede wszystkim torfowiska niskie oraz podmokłe łąki. Gatunek charakterystyczny dla zespołu Caricetum nigrae. Na Molkówce w Tatrach występował wyłącznie w tym zespole i w ogóle nie pojawiał się na sąsiadującym z nim torfowisku wysokim. Nowo odkryte w 2014 r. stanowisko na innej polanie u wylotu Doliny Chochołowskiej znajduje się w płacie młaki kozłkowo-turzycowej (Valeriano-Caricetum flavae) w kompleksie łąk oraz higro- i nitrofilnych ziołorośli.
Somatyczna liczba chromosomów 2n = 32.

## Zagrożenia i ochrona
Roślina objęta jest w Polsce ścisłą ochroną gatunkową, umieszczona jest także w załączniku II dyrektywy siedliskowej, więc obszary na których występuje wymagają wyznaczenia Specjalnych Obszarów Ochrony.
Kategorie zagrożenia gatunku:
- Kategoria zagrożenia według Czerwonej listy roślin i grzybów Polski (2006)[13]: E (wymierający, krytycznie zagrożony); 2016: EN (zagrożony)[14]
- Kategoria zagrożenia według Polskiej Czerwonej Księgi Roślin[15]: EN (zagrożony)

Okazy pochodzące z polany Molkówka uprawiane są w Górskim Ogrodzie Botanicznym PAN w Zakopanem. W latach 80. XX wieku dokonano ich rozmnożenia, a następnie podjęto próbę ich reintrodukcji na pierwotne stanowisko, ale bez powodzenia.